# سوزانا أندرسون
سوزانا أندرسون (بالسويدية: Susanna Andersson)‏ هي مغنية أوبرا ومغنية سويدية، ولدت في 7 ديسمبر 1977 في إوسترسوند في السويد.

## وصلات خارجية
- سوزانا أندرسون على موقع ميوزك برينز (الإنجليزية)